# فرهنگستان علوم فرانسه

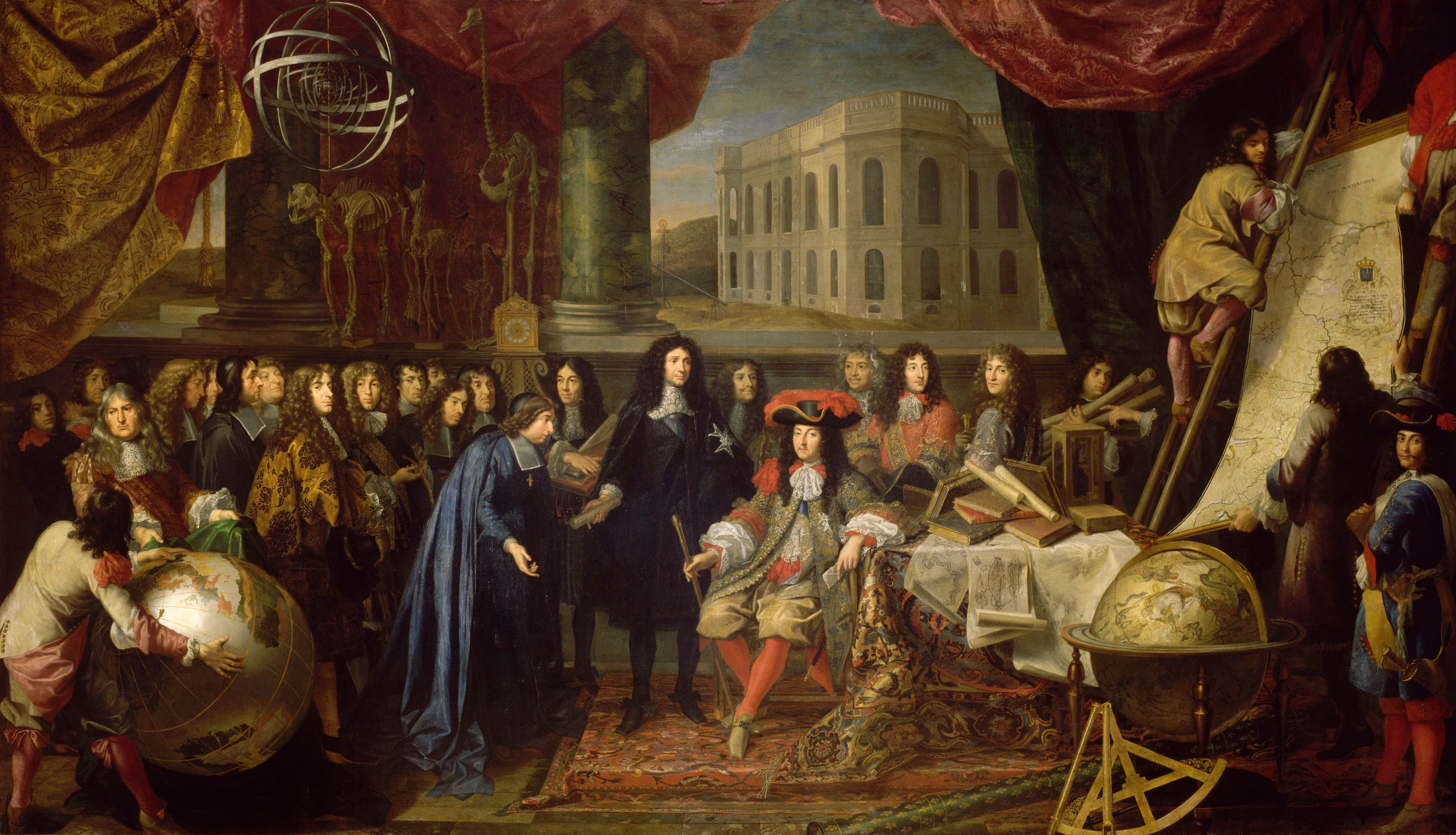
کلبر نام اعضای فرهنگستان پادشاهی علوم را به لوئی چهاردهم می‌دهد. تصویر مربوط به سال ۱۶۶۷.

فرهنگستان علوم فرانسه (به فرانسوی: Académie des sciences) انجمنی علمی است که در سال ۱۶۶۶ توسط لوئی چهاردهم و به پیشنهاد ژان-باتیست کولبر بنیان گذارده شد تا به تشویق و پشتیبانی جامعه پژوهشی فرانسه بپردازد. این انجمن پیشروترین نهاد علمی در اروپا در قرن‌های ۱۷ و ۱۸ میلادی بود و از نخستین فرهنگستان‌های علوم در جهان به‌شمار می‌رود.

## تاریخچه

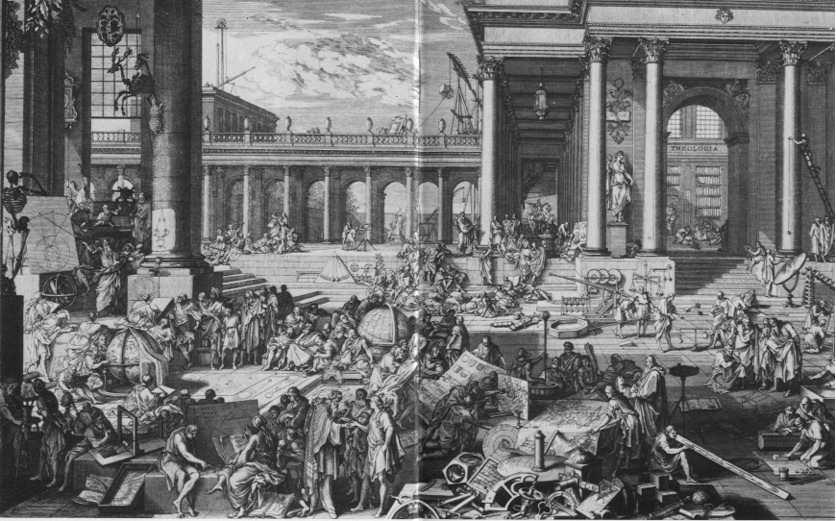
تصویری مربوط به فعالیت‌های گوناگونی که در فرهنگستان انجام می‌شد مربوط به سال ۱۶۹۸.

آغاز اندیشه فرهنگستان فرانسه توسط کلبر بود که در دسامبر ۱۶۶۶ پس از ملاقات با گروهی از دانشمندان در کتابخانه شاه، تصمیم بر آن گرفت تا این ملاقات‌ها به صورت مرتب در هر دو هفته یکبار برگزار شود. بر خلاف انجمن علوم بریتانیا، فرهنگستان به عنوان ارگانی دولتی بنیادگذاری شد. در هنگام بنیان‌گذاری تصمیم بر آن شد که فرهنگستان غیرسیاسی بماند و از وارد شدن به بحث‌های دینی یا اجتماعی دوری کند.
در ۲۰ ژانویه ۱۶۶۹، لوئی نخستین دستورهای فرهنگستان را به آن ابلاغ کرد. به فرهنگستان نام فرهنگستان پادشاهی علوم داده شد و کار خود را در موزه لوور در پاریس آغاز کرد. در ۸ اوت سال ۱۷۹۳، مجمع ملی فرانسه همه فرهنگستان‌ها را لغو پروانه کرد. دو سال بعد در ۲۲ اوت ۱۷۹۵، همه فرهنگستان‌های پیشین دانش و ادبیات و هنر، که فرهنگستان فرانسه و فرهنگستان علوم را نیز در بر می‌گرفت، به یک مجموعه با نام بنیاد ملی هنر و علوم منتقل شدند. عضویت در این فرهنگستان به دانشمندان محدود نمی‌شد و ناپلئون بناپارت در سال ۱۷۹۸ عضو این بنیاد شد. در ۱۸۱۶، بنیاد که اکنون نام پیشین فرهنگستان پادشاهی علوم خود را باز یافته بود، خودمختار شد و بخشی از بنیاد فرانسه را تشکیل داد. در جمهوری دوم فرانسه، نام فرهنگستان دوباره به فرهنگستان علوم بازگردانده شد.
برای سه سده بانوان حق عضویت در فرهنگستان را نداشتند و این ماری کوری برنده دو جایزه نوبل، ایرن ژولیو کوری برنده جایزه نوبل و دختر ماری کوری، همچنین سوفی ژرمن ریاضی‌دان نامی و بسیاری دیگر دانشمندان زن شایسته را نیز شامل می‌شد. نخستین زن عضو فرهنگستان مارگریت پری از شاگردان ماری کوری بود که در سال ۱۹۶۲ به این مقام رسید.

## وضعیت کنونی

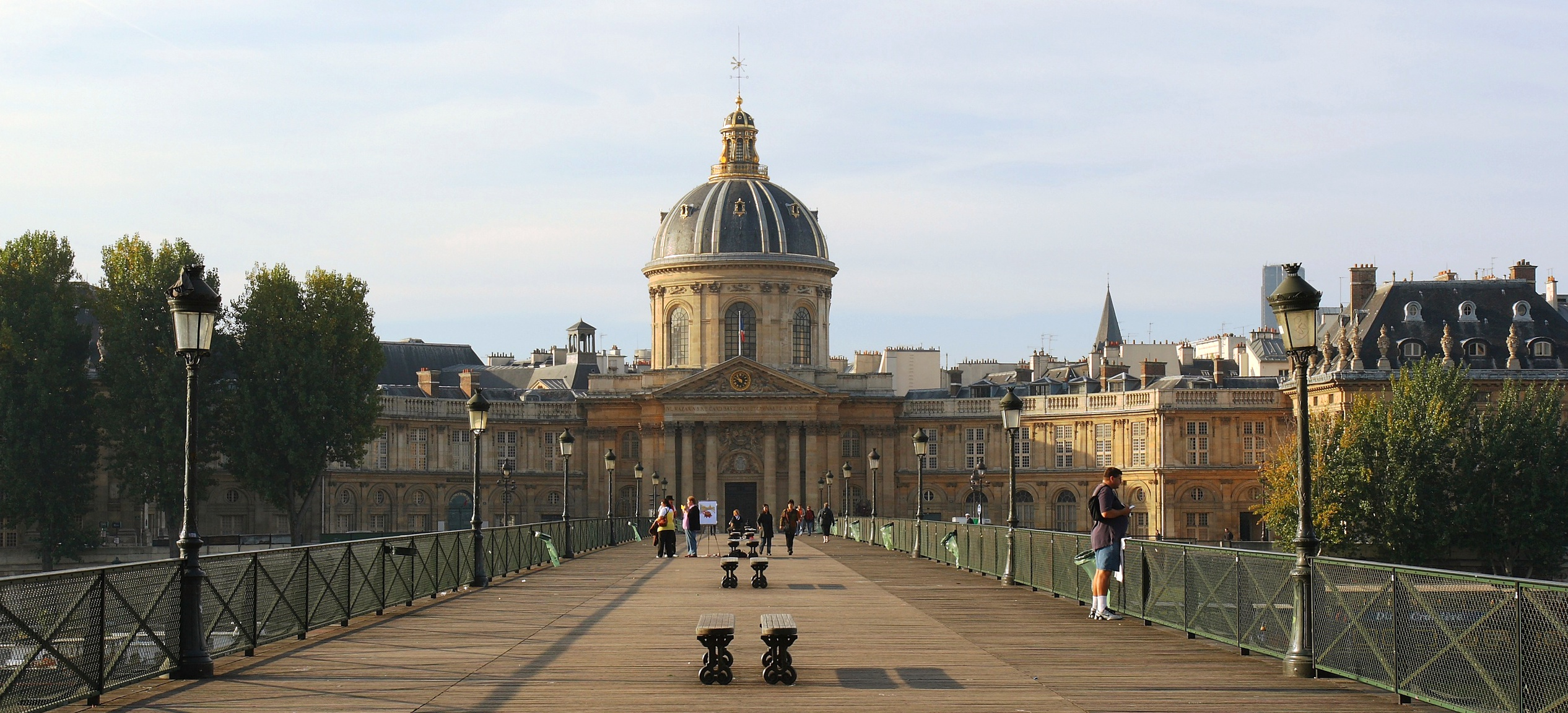
ساختمان بنیاد فرانسه در پاریس که فرهنگستان علوم را در خود جای داده.

امروزه فرهنگستان فرانسه یکی از پنج فرهنگستان تشکیل‌دهنده بنیاد فرانسه است. اعضای این فرهنگستان برای همه طول عمر برگزیده می‌شوند. تا پایان ژوئن سال ۲۰۱۱، فرهنگستان ۲۵۱ عضو داخلی و ۱۴۰ همکار خارجی و ۱۰۲ وابسته داشت. آن‌ها به دو گروه عمده علمی تقسیم شده‌اند: گروه نخست دانشمندان حوزه ریاضی و فیزیک و کاربردهای آن‌ها، و گروه دوم دانشمندان حوزه‌های شیمی، زیست‌شناسی، زمین‌شناسی، پزشکی به همراه کاربردهایشان.

## جوایز اهدایی
هر ساله فرهنگستان علوم نزدیک به ۸۰ جایزه و مدال به دانشمندان اهدا می‌کند. عنوان این جوایز و مدال‌ها عبارتند از:
- مدال بزرگ: که سالانه اهدا می‌شود و به صورت چرخشی میان رشته‌های گوناگونی که فرهنگستان در بر می‌گیرد، به یک دانشمند فرانسوی یا خارجی که اثر مهمی بر پیشبرد دانش در زمینه آن رشته داشته باشد داده می‌شود.
- جایزه لالند: که از سال ۱۸۰۲ تا۱۹۷۰ به پاسداشت دستاوردهای شگرف در زمینه ستاره‌شناسی اهدا می‌شد.
- جایزه ریچارد لونزبری: که با همکاری فرهنگستان ملی علوم آمریکا اهدا می‌شود.
- جایزه ژاک هربراند: که به دانشمندان فیزیک‌دان داده می‌شود.